# EM84

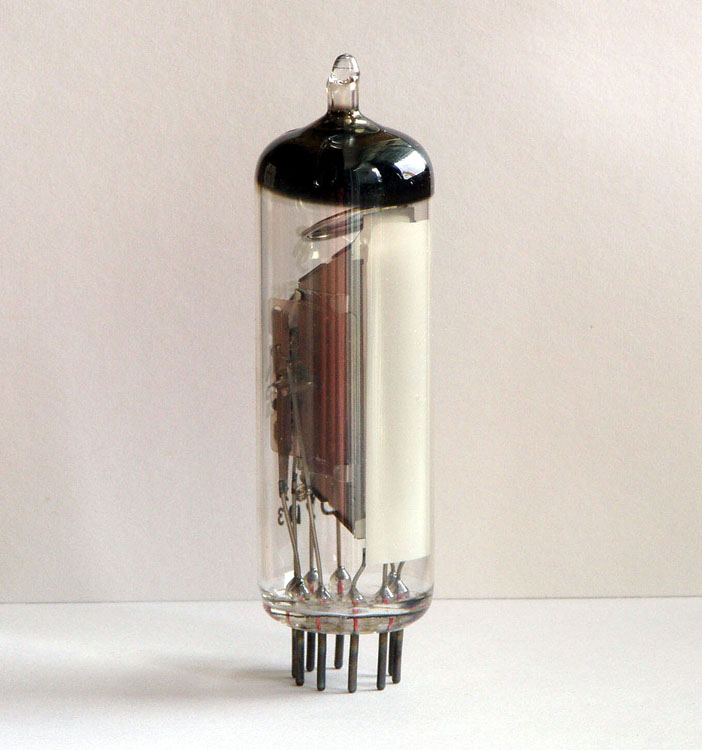
Eine Anzeigeröhre EM84 von Siemens; daneben das "magische Band" in Aktion

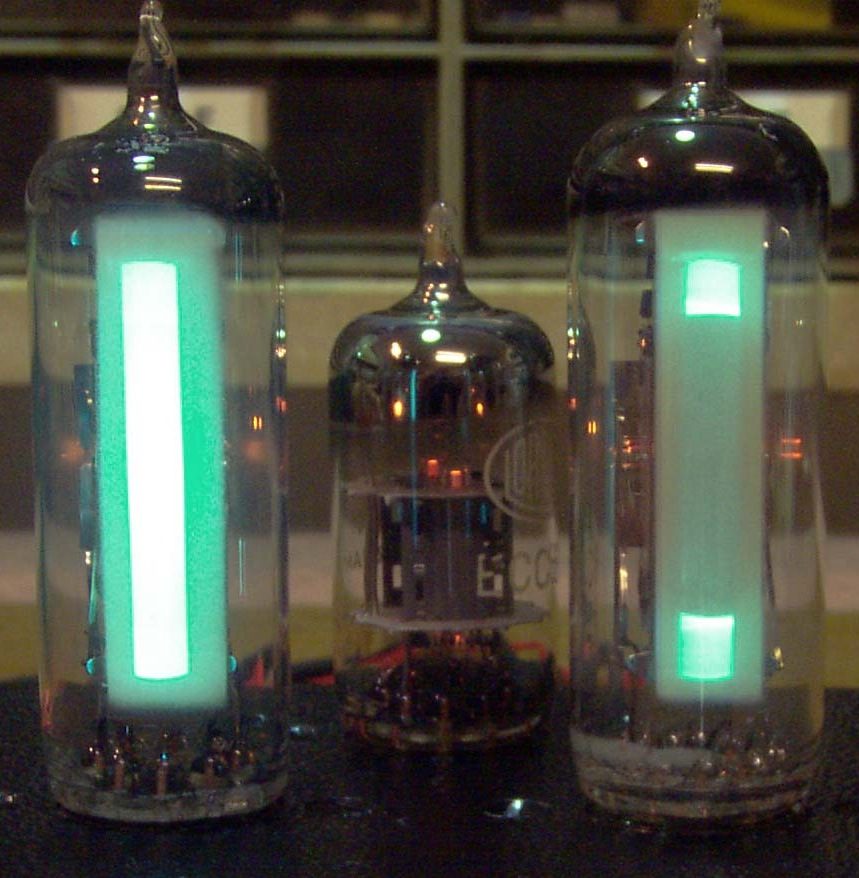
Ein Pärchen EM84 in Betrieb, links in voll ausgesteuertem Zustand

Die EM84 ist eine gängige Anzeigeröhre („magisches Band“) mit Noval-Sockel und zwei gegenläufigen rechteckigen Leuchtbändern, deren jeweilige Längenausdehnung von der Höhe der angelegten Steuerspannung abhängt.
Sie wurde 1957 von der niederländischen Firma Philips entwickelt und löste Anfang der 1960er Jahre  weitgehend die Anzeigeröhren mit kreis- und fächerförmigen Fluoreszenzschirmen ab.
Von den älteren Anzeigeröhren unterscheidet sich die EM84 insbesondere durch den Leuchtschirm. Dieser ist nicht mehr auf einem metallischen Träger im Röhreninnern aufgebracht, sondern direkt auf die innere Glasoberfläche des Röhrenkolbens. Ebenfalls wurde die Leuchtschicht nicht mehr aus reinem Zinkorthosillikat (Willemit) hergestellt, sondern aus Willemit mit einer Beimengung einer gewissen Menge Zinkoxid. Reines Willemit verliert durch das Elektronenbombardement relativ schnell an Leuchtkraft, während das Zinkoxid durch diese Behandlung sogar an Leuchtkraft gewinnt. Dabei zeigt diese Leuchtstoffmischung eine blaugrüne Kathodolumineszenz, während reines Willemit hier ein sattes Grün emittiert.
Eine Paralleltype der EM84 ist die PM84, deren Heizdaten auf die in zeitgenössischen Fernsehempfängern üblichen 0,3 A Serienheizung angepasst wurde.
Die EM87 ist eine EM84 mit höherer Empfindlichkeit. Die Leuchtbalken schließen bei geringerer Steuerspannung die mittige Lücke.
Für Anzeigeaufgaben im Zusammenhang mit der aufkommenden Stereophonie in den frühen 1960er Jahren wurde die EMM801 konzipiert, eine 'Doppel-EM84' im gleichen Kolben mit zwei unabhängigen Elektrodensystemen für eine zweikanalige Ansteuerung.
Die ebenfalls verwandte EMM803 besitzt zusätzlich zum bekannten Anzeigesystem mit zwei Balken ein weiteres Anzeigesystem mit weitaus geringerer Größe, welches bei Empfang von UKW-Stereo-Sendungen ausgeleuchtet wird.
Die EM800 ist eine EM84 mit nur einem Leuchtbalken, der sich über die gesamte Höhe des Leuchtschirms ausdehnt.

## Verweise
1. ↑  Literatur: Espe, Werkstoffkunde der Hochvakuumtechnik Bd. III, S. 190ff